# اوندژی نف
اُندرژِی نِف (چکی: Ondřej Neff؛ زادهٔ ۲۶ آوریل ۱۹۴۵) روزنامه‌نگار و نویسندهٔ سبک علمی تخیلی اهل کشور جمهوری چک است. او بنیان‌گذار «Neviditelný pes» (سگ نامرئی)، یکی از اولین و محبوب‌ترین وب‌سایت‌های اخبار/نظرات روزانه چک، و «Digineff»، وب‌سایتی دربارهٔ عکاسی دیجیتال برای آماتورها است. پدرش ولادیمیر نف نویسندهٔ محبوب و نگارندهٔ بسیاری از رُمان‌های تاریخی بود.